# Chalceus epakros
Chalceus epakros är en fiskart som beskrevs av Angela M. Zanata och Toledo-piza 2004. Chalceus epakros ingår i släktet Chalceus och familjen Characidae. Inga underarter finns listade i Catalogue of Life.